# Ron Springett
Ronald Deryk George Springett (ur. 22 lipca 1935 w Fulham, zm. 12 września 2015) – angielski piłkarz, bramkarz. Mistrz świata z roku 1966.

## Kariera klubowa
Ron Springett piłkarską karierę rozpoczął w trzecioligowym Queens Park Rangers w 1955. W trakcie sezonu 1957/58 przeszedł do pierwszoligowego Sheffield Wednesday za sumę 10 tys. funtów. Kilka miesięcy później spadł z Sowami do drugiej ligi, by po roku powrócić do angielskiej ekstraklasy. W 1967 powrócił do występującego wówczas w drugiej lidze Queens Park Rangers. W 1968 awansował z QPR do pierwszej ligi. Po rozegraniu 9 meczów w sezonie 1968/69 Springett zdecydował się zakończyć karierę. Ogółem w latach 1958–1968 rozegrał w angielskiej ekstraklasie 361 spotkań.
| Sezon   | Klub                     | Kraj   | Rozgrywki      | Mecze | Bramki |
| ------- | ------------------------ | ------ | -------------- | ----- | ------ |
| 1955/56 | Queens Park Rangers F.C. | Anglia | Division Three | 8     | 0      |
| 1956/57 | Queens Park Rangers F.C. | Anglia | Division Three | 46    | 0      |
| 1957/58 | Queens Park Rangers F.C. | Anglia | Division Three | 34    | 0      |
| 1957/58 | Sheffield Wednesday F.C. | Anglia | Division One   | 9     | 0      |
| 1958/59 | Sheffield Wednesday F.C. | Anglia | Division Two   | 32    | 0      |
| 1959/60 | Sheffield Wednesday F.C. | Anglia | Division One   | 40    | 0      |
| 1960/61 | Sheffield Wednesday F.C. | Anglia | Division One   | 38    | 0      |
| 1961/62 | Sheffield Wednesday F.C. | Anglia | Division One   | 39    | 0      |
| 1962/63 | Sheffield Wednesday F.C. | Anglia | Division One   | 41    | 0      |
| 1963/64 | Sheffield Wednesday F.C. | Anglia | Division One   | 29    | 0      |
| 1964/65 | Sheffield Wednesday F.C. | Anglia | Division One   | 41    | 0      |
| 1965/66 | Sheffield Wednesday F.C. | Anglia | Division One   | 36    | 0      |
| 1966/67 | Sheffield Wednesday F.C. | Anglia | Division One   | 40    | 0      |
| 1967/68 | Queens Park Rangers F.C. | Anglia | Division Two   | 36    | 0      |
| 1968/69 | Queens Park Rangers F.C. | Anglia | Division One   | 9     | 0      |

## Kariera reprezentacyjna
W reprezentacji Anglii Springett zadebiutował w 18 listopada 1959 w wygranym 2-1 meczu British Home Championship z Irlandią Północną. W 1962 Springett uczestniczył w mistrzostwach świata. Na turnieju w Chile Springett wystąpił we wszystkich czterech meczach z Węgrami, Argentyną, Bułgarią i ćwierćfinale z Brazylią. Ostatni raz w reprezentacji wystąpił 29 czerwca 1966 w wygranym 6-1 towarzyskim meczu z Norwegią. Kilka dni później był rezerwowym na mistrzostwach świata, które Anglia wygrała. Ogółem w reprezentacji rozegrał 33 spotkania.